# Cornelius van Oyen
Cornelius van Oyen   (Brandenburg an der Havel, 28 de novembre de 1886 - Berlín, 19 de gener de 1954) va ser un tirador alemany que va competir durant la dècada de 1930.
El 1936 va prendre part en els Jocs Olímpics d'Estiu de Berlín, on guanyà la medalla d'or en la prova de pistola lliure, 25 metres del programa de tir. En el seu palmarès també destaquen una medalla de plata i dues de bronze al Campionat del món de tir.